# Peter Pineda
Peter Pineda (* um 1700; † nach 1762) war ein britischer Romanist, Hispanist, Herausgeber, Grammatiker und Lexikograf spanischer Herkunft.

## Leben und Werk
Pedro Pineda verließ Spanien als Sepharde und ging nach London. Dort publizierte er eine Grammatik des Spanischen, erweiterte und verbesserte das spanisch-englische und englisch-spanische Wörterbuch des John Stevens und veranstaltete Ausgaben spanischer Autoren (Gaspar Gil Polo, Cervantes, Diego Saavedra Fajardo und Antonio de Lofraso).

## Werke
- Corta y compendiosa arte para aprender a hablar, leer y escrivir la lengua española. A short and compendious method for learning to speak, read, and write, the English and Spanish languages. In which each part of speech is separately treated of, in a new manner. With a syntax: Such As Never before was published in any Grammar for the modern Languages. By Peter Pineda, Teacher of the Spanish Language in London; Who has corrected the Errors, and supplied the Defects of the First Impression, and added an English Grammar, for the Benefit of the Spaniards; also many Dialogues, and an Hispanism, never printed before. He also has taken away all the Examples, not only of Customs, but also of Religion, that could offend any Persons or Country. Pedro Pineda, London 1726, 1751, 1762
  - Neuausgabe, hrsg. von María Isabel López Martínez und Eulalia Hernández Sánchez, Murcia 1992
- A new dictionary Spanish and English and English and Spanish. Containing the etymology, the proper and metaphorical signification of words, terms of arts and sciences; names of men, families, places, and of the principal plants in Spain and the West-Indies. Together wit the Arabick and Moorish words in the Spanish tongue, and an explanation of the difficult words in Don Quixote. By Peter Pineda, London. Nuevo dicionario, español e ingles e ingles y español. Que contiene la etimologia, de la propria, y metaphorica significacion de las palabras, terminos de artes y sciencias, nombres de hombres, familias, lugares, y de las principales plantas, tanto en España, como en las Indias-Occidentales. Junto con las palabras arabigas y moriscas recebidas en la lengua española. Con la explicacion de las palabras dificiles, proverbios, y frases en Don Quixote, y en los otros graves autores en dicha lengua. Corregiendo los errores, que en los antecedentes diccionarios avia, añadiendo seis mil palabras en el español, y doze mil en el ingles. Muy necessario, y provechòso, para leèr, y entender, los lenguages español, è ingles. Por Pedro Pineda, autor de la Gramatica española, y maestro de dicha lengua en la Ciudad de Londres. London 1740
- Fácil y corto método o Introducción para aprender los rudimentos de la lengua castellana. London 1750